# Prosphilus serricornis
Prosphilus serricornis är en skalbaggsart som först beskrevs av Johan Wilhelm Dalman 1817.  Prosphilus serricornis ingår i släktet Prosphilus och familjen långhorningar. Inga underarter finns listade i Catalogue of Life.